# Federica Sallusto
Federica Sallusto (Nápoles, 27 de novembro de 1961) é uma bióloga e imunologista ítalo-suíça.

## Juventude e educação
Federica nasceu em 27 de novembro de 1961, em Nápoles, Itália. Depois do ensino médio, ela estudou Biologia na Universidade Sapienza de Roma, onde se formou cum laude. Ela obteve seu doutorado em biologia em 1988 pela Universidade de Sapienza, seguido por duas bolsas de pós-doutorado no Instituto Nacional Italiano de Saúde em Roma, Itália (1989-1991) e no Instituto de Imunologia de Basileia em Basileia, Suíça (1993-1995).

## Carreira
Em 1999, Sallusto, juntamente com David Dombrowicz, recebeu o prêmio Pharmacia Allergy Research Foundation, concedido anualmente a pesquisadores com menos de 40 anos que trabalham em doenças associadas à IgE. Em 2009, Sallusto foi convidado a dar a Palestra Novartis Behring, um prestigioso prêmio anual concedido a um cientista excepcional na área de virologia, imunologia ou microbiologia.
Sallusto foi presidente da Sociedade Suíça de Alergologia e Imunologia de 2013 a 2015. Atualmente, ela é líder de grupo no Instituto de Pesquisa em Biomedicina em Bellinzona, Suíça desde 2000, Diretora do Centro de Imunologia Médica e Chefe do Laboratório de Imunologia Celular no Instituto de Pesquisa em Biomedicina (IRB) desde 2016, e professora de Imunologia Médica no Instituto Federal Suíço de Tecnologia (ETH) Zurique, Suíça, desde 2017. Sallusto é membro do Conselho Consultivo Científico da Universidade de Basileia.

## Pesquisas
As pesquisas de Sallusto se concentraram no papel das células dendríticas e das células T nas respostas do sistema imunológico, com atenção especial às células T auxiliares Th1, Th2, Th17 e Th22. Seu trabalho foi o primeiro a caracterizar células T de memória específicas de antígeno como "células T de memória efetoras" (TEM) e "células T de memória central" (TCM).